# Foulognes
Foulognes ist eine französische Gemeinde im Département Calvados in der Region Normandie mit 217 Einwohnern (Stand: 1. Januar 2022). Foulognes gehört zum Arrondissement Bayeux und zum Kanton Trévières. Die Einwohner werden Foulonais genannt.

## Geografie
Foulognes liegt etwa 25 Kilometer südsüdwestlich von Bayeux. Umgeben wird Foulognes von den Nachbargemeinden Planquery im Norden und Westen, Cahagnolles im Nordosten, Sainte-Honorine-de-Ducy im Osten, Caumont-sur-Aure im Süden sowie Sallen im Westen und Südwesten.

## Bevölkerungsentwicklung
| 1962                      | 1968 | 1975 | 1982 | 1990 | 1999 | 2006 | 2013 |
| ------------------------- | ---- | ---- | ---- | ---- | ---- | ---- | ---- |
| 263                       | 250  | 209  | 167  | 183  | 177  | 158  | 206  |
| Quelle: Cassini und INSEE |      |      |      |      |      |      |      |

## Sehenswürdigkeiten
- Kirche Saint-Pierre aus dem 13. Jahrhundert, Monument historique seit 1927

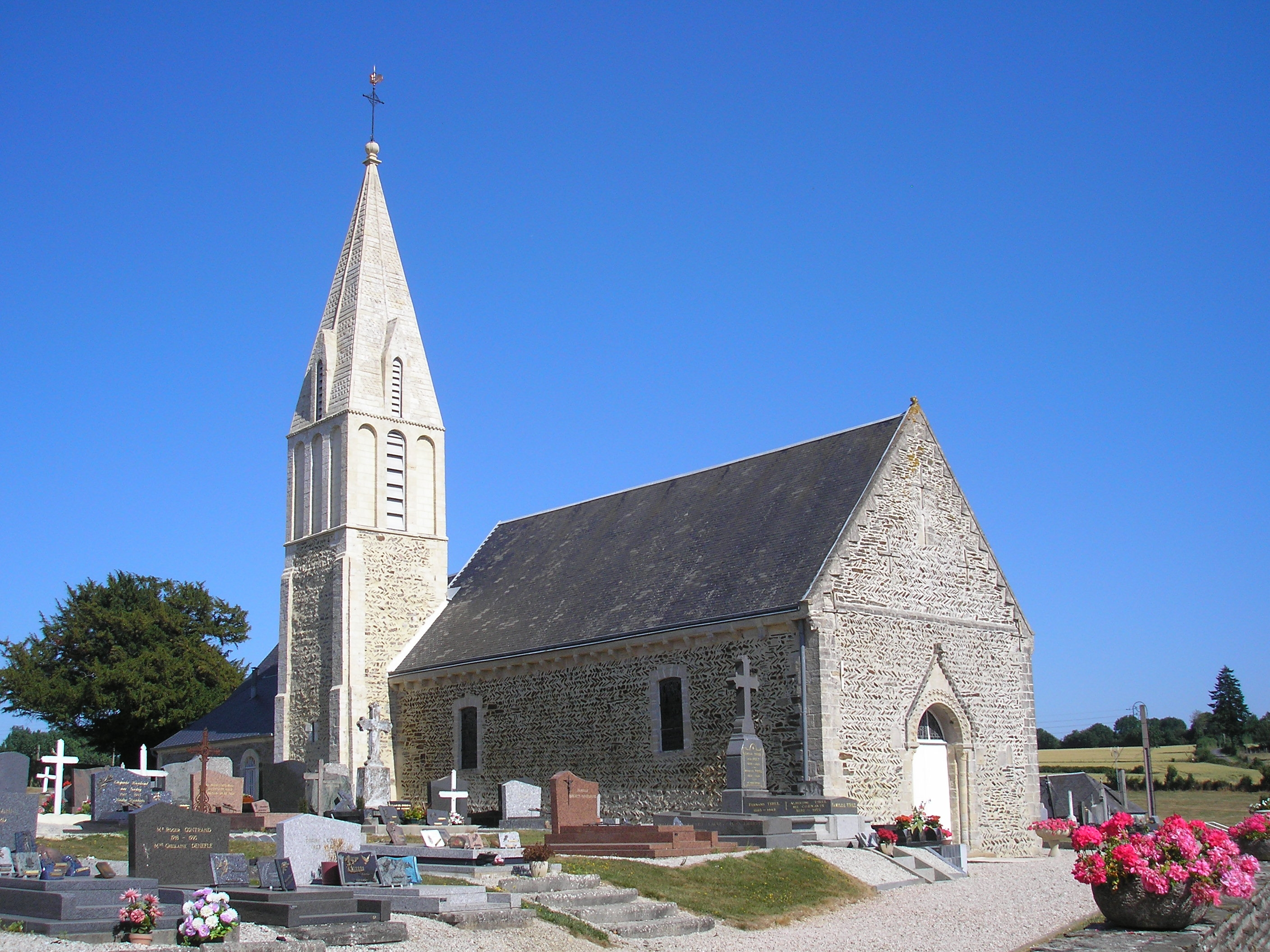
Kirche Saint-Pierre